# Samtgemeinde Bevern
|  | For andre betydninger, se Bevern |
Bevern (udtale: [ˈbeːvɐn]?) er et amt (Samtgemeinde) beliggende centralt i Landkreis Holzminden, i den sydlige del af den tyske delstat Niedersachsen. Administrationen ligger i byen Bevern.
Samtgemeinde Bevern består af kommunerne:
1. Bevern
2. Golmbach
3. Holenberg
4. Negenborn